# 伊莉莎白·華倫
伊莉莎白·安·華倫（英語：Elizabeth Ann Warren，原姓：赫林（Herring）；1949年6月22日—）是民主黨籍的美国政治人物，她是麻薩諸塞州的資深聯邦參議員。

## 生平
生於奧克拉荷馬市，華倫就讀於喬治華盛頓大學和休士頓大學，並於1976年由紐華克羅格斯法學院獲得J.D.學位，之後在多所大學任教，最後於1990年代初期到哈佛任教，專精於破產法，並是一位積極的消費者保護倡導者。她在國家政策裡對消費者保護論題的倡導，直接導致消費者金融保護局（U.S. Consumer Financial Protection Bureau）的設立。她也撰寫了許多學術和通俗著作，也常在美國經濟和個人財務論題上接受媒體邀請訪問。
在2008年金融海嘯剛歇時，華倫獲任為專為監督問題資產處理計畫（Troubled Asset Relief Program，TARP）的國會監督小組（Congressional Oversight Panel）主席。而後在巴拉克·歐巴馬總統下做為總統助理和財政部長消費者金融保護局特別顧問。2000年代後期她被National Law Journal和時代百大人物等著名出版物選為能影響國家政策的人士之一。
華倫於2011年9月宣布她將競選麻薩諸塞州的聯邦參議員職位，挑戰爭取連任的共和黨史考特·布朗參議員。華倫於2012年11月6日的普遍選舉中，擊敗布朗當選，是首位由麻薩諸塞州選出的女性聯邦參議員。華倫參議員獲派為參議院銀行業務委員會的成員之一。隨著約翰·凱瑞因獲任命為美國國務卿而辭去聯邦參議員職位，在做為麻薩諸塞州的資淺聯邦參議員僅六個月後，華倫就成為這州的資深聯邦參議員，是資歷最淺的資深聯邦參議員。
2019年2月10日，華倫宣布參加2020年美國總統選舉的民主黨初選，後因在超級星期二的表現不佳而退出競選。

## 觀點
華倫是最極力主張反對TPP法案的人士，她認為TPP只會降低美國勞工和環境標準，且更多工作機會移往海外，而所能創造的新工作遠少於宣傳的口號，加上新工作可能是高階技能學歷的經營管理工作，多數低教育的貧苦大眾沒辦法應徵那些工作。
華倫認為，現在的大型科技公司（Google、Amazon、Facebook之類）在的经济、社会和民主上掌握的权力过大，這些公司强压竞争，使竞争环境向己方倾斜，伤害了小企业，扼杀了创新，并利用私人信息牟利。為了确保下一代“伟大的”美国科技公司能够蓬勃发展。要做到这一点，需要阻止这一代大型科技公司滥用政治权力来制定利己的规则，并滥用经济权力来扼杀、收购每一个潜在的竞争对手。沃倫進而提出要拆分Google、Amazon、Facebook，她表示若當選總統将提名监管机构，负责撤销Facebook对即时通讯应用WhatsApp和社交平台Instagram、Amazon对连锁超市Whole Foods和购鞋网站Zappos、Google对导航软件Waze和网络广告服务商DoubleClick的一系列收购。

## 背景
伊丽莎白·沃伦曾在書中自称是“美洲原住民後裔”。「波士頓環球報」等媒體經過詳盡調查發現，華倫從未利用這一身份得到上學或是就業優待。
她在2018年10月拿出了自己的检测报告，各大媒体争相报道，报道中提到“沃伦大概有1/64到1/1024的美洲原住民血统”。
2019年，華倫與原住民部落首領見面以解釋此事件，並取得了諒解。

## 延伸閱讀
- Lizza, Ryan. . Profiles. The New Yorker. May 4, 2015, 91 (11): 34–45  [July 1, 2015]. （原始内容存档于2019-10-01）.
- Lopez, Linette. "Elizabeth Warren Introducing A Bill That Would Be Wall Street's Worst Nightmare （页面存档备份，存于）." Business Insider. July 11, 2013.

## 外部連結
- 參議員伊莉莎白·華倫 （页面存档备份，存于） – 官方參議院網站
- 伊莉莎白·華倫競選網站 （页面存档备份，存于）
- 伊莉莎白·華倫的Facebook專頁
- 伊莉莎白·華倫的Facebook專頁
- 伊莉莎白·華倫的X（前Twitter）
- 伊莉莎白·華倫的X（前Twitter）
- 伊莉莎白·華倫的Instagram帳戶
- 伊莉莎白·華倫的Instagram帳戶
- YouTube上的Senator Elizabeth Warren頻道

YouTube上的ElizabethWarren頻道
- 伊莉莎白·華倫在《紐約時報》上的節選新聞及評論
- 中的“伊莉莎白·華倫”
- Background and collected news at The Washington Post
- 美國國會國家人物傳記大辭典中的傳記
- 由華盛頓郵報維護的投票記錄
- 智慧投票计划中的傳記、投票紀錄及利益集團評級
- Congressional profile at GovTrack
- Congressional profile at OpenCongress
- Issue positions and quotes at On the Issues
- Financial information at OpenSecrets.org
- 聯邦選舉委員會中的競選財務報告和數據
- Appearances on C-SPAN programs
- 查理·羅斯訪談錄上的出場
- 網路電影資料庫上的亮相頁面
- Collected news and commentary at The New York Times
- Works by or about 伊莉莎白·華倫 in libraries (WorldCat catalog)
- Profile at Ballotpedia
- 製造者檔案：伊莉莎白·華倫（Makers Profile: Elizabeth Warren），《製造者：製造美國的女士（英语：Makers: Women Who Make America）》製作的影片
- C-SPAN內的頁面（英文）

| 學術機關職務           | 學術機關職務                                                             | 學術機關職務                                   |
| ---------------------- | ------------------------------------------------------------------------ | ---------------------------------------------- |
| 新建立                 | 哈佛法學院里奧戈特利布法律教授 1995年－2012年                            | 繼任者： 詹姆斯·薩爾茨曼                       |
| 前任者： 康拉德·哈珀   | 美国法律协会第二副主席 2000年－2004年                                    | 繼任者： 艾倫·布萊克                           |
| 政府职务               |                                                                          |                                                |
| 新頭銜                 | 國會監督小組主席 2008年－2010年                                          | 繼任者： 泰德·考夫曼                           |
| 新頭銜                 | 消費者金融保護局特別顧問 2010年－2011年                                  | 繼任者： 拉吉·代特                             |
| 政党职务               |                                                                          |                                                |
| 前任者： 瑪莎·科克利   | 美國參議員麻薩諸塞州民主黨被提名人 （第1類） 2012年、2018年              | 最新的                                         |
| 前任者： 朱利安·卡斯楚 | 民主党全国代表大会主講人 2016年                                          | 繼任者： 史黛西·艾布拉姆斯、 不倫丹·博伊爾等人 |
| 前任者： 查克·舒默     | 參議院民主黨黨團副主席 2017年－ 與马克·沃纳同時在任                      | 現任                                           |
| 美国参议院             |                                                                          |                                                |
| 前任者： 斯科特·布朗   | 麻薩諸塞州第1類參議員 2013年－ 與约翰·克里 → 莫·科文 → 艾德·马基同時在任 | 現任                                           |
| 美國排位名單           |                                                                          |                                                |
| 前任者： 泰德·克鲁兹   | 美國參議員資歷 第52位                                                    | 繼任者： 德布·菲舍尔                           |